# کوه تاهتالی
کوه تاهتالی (به ترکی استانبولی: Tahtalı Dağı) یک کوه در ترکیه است که در استان آنتالیا واقع شده‌است. کوه تاهتالی ۲٬۳۶۶ متر بالاتر از سطح دریا واقع شده‌است.